# Cláudia Abreu
Cláudia Abreu Fonseca (Río de Janeiro, 12 de octubre de 1970) es una actriz brasileña. 

## Vida personal
Licenciada en Filosofía por la Pontifícia Universidade Católica do Rio de Janeiro (PUC) de Río de Janeiro, Cláudia Abreu está casada con el cineasta José Henrique Fonseca, con quien tiene cuatro hijos, Maria (2001), Felipa (2007), José Joaquim (2010) e Pedro Henrique (2011).

## Filmografía

### Trabajos en la televisión
- 1986 - Teletema, A Principal Causa do Divórcio
- 1986 - Hipertensão .... Luzia
- 1987 - O Outro .... Zezinha
- 1988 - Fera Radical .... Ana Paula Flores
- 1989 - Que Rei Sou Eu? .... Princesa Juliette
- 1990 - Barriga de Aluguel .... Clara Ribeiro
- 1992 - Anos Rebeldes .... Heloísa Andrade Brito[2][3]
- 1993 - Caso Especial, O Mambembe
- 1994 - Pátria Minha .... Alice Proença Pelegrini Laport
- 1995 - A Comédia da Vida Privada, Casados X Solteiros .... Edna
- 1995 - A Comédia da Vida Privada, Sexo na Cabeça  .... Diana
- 1996 - A Comédia da Vida Privada, A Próxima Atração .... Clarisse
- 1996 - A Vida Como Ela É .... Varios personajes
- 1997 - Guerra de Canudos .... Luzia
- 1998 - Mulher
- 1998 - Labirinto .... Liliane
- 1999 - Fuerza del deseo .... Olívia Xavier
- 2001 - Os Normais, Trair é Normal .... Ana
- 2001 - Brava Gente, O Diabo Ri Por Último
- 2002 - O Quinto dos Infernos .... Amélia de Leuchtenberg
- 2003 - Celebridad .... Laura Prudente da Costa
- 2004 - Sitcom.br
- 2004 - Casseta & Planeta .... Si mesma
- 2005 - Lembrancas Da Vida .........  ( Rafaela)
- 2005 - Belissima .... Vitória Rocha Assumpção  / Vitória Güney Moura
- 2007 - Dicas de um Sedutor .... Adriana
- 2008 - Três Irmãs .... Dora Jequitibá Áquila
- 2012 - Encantadoras .... Chayene (Jociléia Imbuzeiro Migon)
- 2014 - Hombre nuevo ...... Pamela Parker Marra
- 2016 - A Lei do Amor ...... Heloísa Martins (Helô)
- 2017 - Valentins ......Alice Valentim
- 2018 - Cidade Proibida ......Lídia

### Cine
- 1996 - Tieta do Agreste ......Leonora
- 1997 - O Que É Isso, Companheiro? ......Renée
- 1997 - Guerra de Canudos ......Luíza
- 1997 - Ed Mort ......Cibele
- 2001 - O Xangô de Baker Street ......Baronesa Maria Luiza
- 2003 - O Homem do Ano ......Cledir
- 2003 - O Caminho das Nuvens ......Rose
- 2008 - Os Desafinados ......Glória
- 2011 - Todo Mundo Tem Problemas Sexuais ......Ela
- 2014 - Rio, Eu Te Amo ......Felícia
- 2017 - O Rastro ......Olivia Coutinho
- 2018 - Berenice ......Procura

### Teatro
- 1986 - Quem Matou o Leão? ......Sapoti
- 1986 - O Despertar da Primavera ......Wendla Bergman
- 1989 - Orlando
- 1990 - Ela Odeia Mel
- 1991 - O Boi e o Burro no Caminho de Belém ......Maria
- 1991 - Um Certo Hamlet ......Hamlet
- 1994 - Viagem ao Centro da Terra
- 1997 - Noite de Reis
- 1999 - As Três Irmãs ......Irina
- 2003; 2014 - Pluft, o Fantasminha ......Pluft, o Fantasminha
- 2018 - PI - Panorâmica Insana